# 5175 Ables
5175 Ables (1988 VS4) là một tiểu hành vinh vòng trong của vành đai chính, được phát hiện ngày 4 tháng 11 năm 1988 bởi Shoemaker, C. S. ở Palomar.